# 1 E11 m²
10万 km2から100万 km2までの広さのリスト
- 10万 km2 未満

- 100,000 km2 =
  - 一辺が316 kmの正方形の面積
  - 半径178 kmの円の面積

太字は国
- 100,210 km2 -- 韓国
- 103,000 km2 -- アイスランド
- 108,890 km2 -- グアテマラ
- 110,860 km2 -- キューバ
- 110,910 km2 -- ブルガリア
- 111,370 km2 -- リベリア
- 112,090 km2 -- ホンジュラス
- 112,620 km2 -- ベナン
- 118,480 km2 -- マラウイ
- 120,540 km2 -- 北朝鮮
- 121,320 km2 -- エリトリア
- 129,494 km2 -- ニカラグア
- 131,940 km2 -- ギリシャ
- 140,800 km2 -- ネパール
- 143,100 km2 -- タジキスタン
- 144,000 km2 -- バングラデシュ
- 154,000 km2 -- 世界の熱帯林年間減少面積（熱帯90か国、1981-1991年平均）（平成10年環境白書） - 年平均減少率は0.8%
- 160,000 km2 -- アドリア海
- 163,270 km2 -- スリナム
- 163,610 km2 -- チュニジア
- 176,220 km2 -- ウルグアイ
- 181,035 km2 -- カンボジア
- 185,180 km2 -- シリア
- 196,190 km2 -- セネガル
- 198,500 km2 -- キルギス
- 207,560 km2 -- ベラルーシ
- 214,970 km2 -- ガイアナ
- 219,020 km2 -- 朝鮮半島の面積 (韓国と北朝鮮の面積合計)
- 227,976 km2 -- 本州（日本一大きい島）
- 231,216 km2 -- 東北、関東、中部、近畿、中国地方の合計
- 236,040 km2 -- ウガンダ
- 236,800 km2 -- ラオス
- 237,500 km2 -- ルーマニア
- 239,640 km2 -- ガーナ
- 244,820 km2 -- イギリス
- 244,900 km2 -- 日本の森林面積（2000年,『第77次農林水産省統計表』より）
- 245,857 km2 -- ギニア
- 255,300 km2 -- 世界のサンゴ礁面積（1990年代中頃）（地球白書97-98）
- 266,000 km2 -- 西サハラ
- 267,667 km2 -- ガボン
- 268,680 km2 -- ニュージーランド
- 274,200 km2 -- ブルキナファソ
- 283,560 km2 -- エクアドル
- 299,404 km2 -- フィリピン
- 301,230 km2 -- イタリア
- 312,460 km2 -- オマーン
- 312,685 km2 -- ポーランド
- 322,460 km2 -- コートジボワール
- 329,560 km2 -- ベトナム
- 329,847 km2 -- マレーシア
- 338,145 km2 -- フィンランド
- 342,000 km2 -- コンゴ共和国
- 357,021 km2 -- ドイツ
- 371,000 km2 -- カスピ海
- 377,973 km2 -- 日本
- 385,199 km2 -- ノルウェー
- 390,580 km2 -- ジンバブエ
- 403,932 km2 -- カリフォルニア州 (アメリカ合衆国)の陸地面積。
- 406,750 km2 -- パラグアイ
- 437,072 km2 -- イラク
- 446,550 km2 -- モロッコ
- 447,400 km2 -- ウズベキスタン
- 449,964 km2 -- スウェーデン
- 462,840 km2 -- パプアニューギニア
- 475,440 km2 -- カメルーン
- 488,100 km2 -- トルクメニスタン
- 500,000 km2 -- カラハリ砂漠
- 504,782 km2 -- スペイン
- 513,120 km2 -- タイ
- 527,970 km2 -- イエメン
- 582,650 km2 -- ケニア
- 587,040 km2 -- マダガスカル
- 600,370 km2 -- ボツワナ
- 603,500 km2 -- ウクライナ
- 619,745 km2 -- 南スーダン
- 622,984 km2 -- 中央アフリカ
- 632,759 km2 -- フランス
- 637,657 km2 -- ソマリア
- 652,225 km2 -- アフガニスタン
- 676,578 km2 -- ミャンマー
- 695,662 km2 -- テキサス州 (アメリカ合衆国)の陸地面積。
- 752,614 km2 -- ザンビア
- 756,950 km2 -- チリ
- 783,562 km2 -- トルコ
- 801,590 km2 -- モザンビーク
- 803,940 km2 -- パキスタン
- 825,418 km2 -- ナミビア
- 916,445 km2 -- ベネズエラ
- 923,768 km2 -- ナイジェリア
- 945,087 km2 -- タンザニア

- 100万 km2 以上